# Marie Is on Fire
Marie Is on Fire (Marie fängt Feuer) è una serie televisiva  tedesca ideata da Hans-Jörg Hofer, prodotta dal 2016 al 2025 da Wiedemann & Berg Filmproduktion e dal 2021 da MadeFor Film  e trasmessa dall'emittente ZDF.  Protagonista, nel ruolo di Marie Reiter, è l'attrice Christine Eixenberger; altri interpreti principali sono Stefan Murr, Wolfgang Fierek, Saskia Vester, Sylta Fee Wegmann, Gabriel Raab, Katharina Müller-Elmau e Moritz Regenauer.
La serie si compone di vari episodi in formato di film TV: il primo episodio, intitolato Für immer und ewig venne trasmesso in prima visione Germania il 20 novembre 2016.
In Italia, la serie è stata trasmessa in prima visione da Canale 5 a partire dal 1º luglio 2019.

## Trama
Protagonista delle vicende è Marie Reiter, una giovane del paesino di Wildegg, in Baviera, la quale, dopo l'incendio del suo fienile avvenuto durante la festa per il suo addio al nubilato, decide di dare una mano al corpo dei vigili del fuoco del paese, dove già lavora il padre Ernst, arruolandosi come volontaria.

## Personaggi e interpreti
- Marie Reiter, interpretata da Christine Eixenberger
- Stefan Weingartner, interpretato da Stefan Murr: è il fidanzato di Marie[2]
- Ernst Reiter, interpretato da Wolfgang Fierek: vigile del fuoco, è il padre di Marie[2][3]
- Olivia Höllrigl, interpretata da Katharina Müller-Elmau: è il sindaco di Wildegg[2][6]

## Produzione
Tra i principali luoghi delle riprese, trasformati nella fiction nel villaggio immaginario di Wildegg, vi è Bad Bayersoien.

## Episodi
| Nr | Titolo originale            | Titolo italiano               | Prima TV Germania | Prima TV Italia  |
| -- | --------------------------- | ----------------------------- | ----------------- | ---------------- |
| 1  | Für immer und ewig          | Un amore in fiamme            | 20 novembre 2016  | 1º luglio 2019   |
| 2  | Vater sein dagegen sehr     | Una vita per gli altri        | 27 novembre 2016  | 8 luglio 2019    |
| 3  | Allein war gestern          | Mai sola                      | 5 novembre 2017   | 15 luglio 2019   |
| 4  | Nichts als die Warheit      | Solo la verità                | 12 novembre 2017  | 22 luglio 2019   |
| 5  | Zweite Chance               | Una seconda occasione         | 11 novembre 2018  | 14 agosto 2020   |
| 6  | Kleine Sünden               | Bugie                         | 18 novembre 2018  | 21 agosto 2020   |
| 7  | Stürmische Zeiten           | Tempi burrascosi              | 12 maggio 2019    | 28 agosto 2020   |
| 8  | Lügen und Geheimnisse       | Veleni                        | 19 maggio 2019    | 4 settembre 2020 |
| 9  | Alles oder nichts           | Tutto o niente                | 17 novembre 2019  | 6 agosto 2022    |
| 10 | Den Mutigen gehört die Welt | Il mondo è di chi ha coraggio | 24 novembre 2019  | 30 luglio 2022   |
| 11 | Spiel des Lebens            |                               | 9 maggio 2021     |                  |
| 12 | Coming Out                  |                               | 16 maggio 2021    |                  |
| 13 | Schattenhaft                |                               | 17 ottobre 2021   |                  |
| 14 | Helden des Alltags          |                               | 24 ottobre 2021   |                  |
| 15 | Ungewisse Zukunft           |                               | 20 ottobre 2022   |                  |
| 16 | Das zweite Ich              |                               | 27 ottobre 2022   |                  |
| 17 | Die Feuertaufe              |                               | 3 novembre 2022   |                  |
| 18 | Unbequeme Wahrheiten        |                               | 10 novembre 2022  |                  |
| 19 | Aufbruch ins Ungewisse      |                               | 10 ottobre 2024   |                  |
| 20 | Neuanfänge                  |                               | 17 ottobre 2024   |                  |
| 21 | Herz über Kopf              |                               | 24 ottobre 2024   |                  |
| 22 | Hitzewelle                  |                               | 31 ottobre 2024   |                  |
| 23 | Verschüttet                 |                               | 13 marzo 2025     |                  |
| 24 | Vergeben und Vergessen      |                               | 27 marzo 2025     |                  |
| 25 | Lokale Gewitter             |                               | 3 aprile 2025     |                  |
| 26 | Brüder                      |                               | 10 aprile 2025    |                  |